# 奥伯岑特
奥伯岑特（德語：Oberzent，發音：[ˈoːbɐˌtsɛnt]，意为“上百户区”）是德国黑森州达姆施塔特行政区奥登林山县的城市，面积165.61平方千米，2023年12月31日人口为10,129人。该市镇于2018年1月1日由市镇贝尔费尔登、黑森埃克、罗滕贝格和森斯巴赫塔尔合并而成。